# Nowa Majatschka
Nowa Majatschka (ukrainisch Нова Маячка; russisch Новая Маячка Nowaja Majatschka) ist eine Siedlung städtischen Typs in der ukrainischen Oblast Cherson mit etwa 7000 Einwohnern (2014).
Nowa Majatschka liegt im Rajon Cherson 56 km östlich vom ehemaligen Rajonzentrum Oleschky und 70 km östlich der Oblasthauptstadt Cherson. Die Ortschaft wurde 1810 gegründet und erhielt 1957 den Status einer Siedlung städtischen Typs.
Westlich von Nowa Majatschka liegt das Wüstengebiet Oleschky-Sande.
Nach dem russischen Überfall auf die Ukraine am 24. Februar 2022 wurde der Ort Ende Februar von russischen Truppen besetzt.

## Gemeinde
Am 12. Juni 2020 wurde die Siedlung ein Teil der Landgemeinde Juwilejne; bis dahin bildete sie die Siedlungsratsgemeinde Nowa Majatschka (Новомаячківська селищна рада/Nowomajatschkiwska selyschtschna rada) im Osten des Rajons Oleschky.
Seit dem 17. Juli 2020 ist es ein Teil des Rajons Cherson.

## Persönlichkeiten
- Ioann Snytschjow (1927–1995), russisch-orthodoxer Geistlicher und ehemaliger Metropolit von Sankt Petersburg